# 北海学园大学短期大学部
北海学园大学短期大学部（日语：／ Hokkai Gakuen Daigaku Tanki Daigakubu *）是过去一所位于日本北海道札幌市的私立短期大学。前身是北海短期大学（日语：／ Hokkai Tanki Daigaku *）。

## 概要

### 简介
- 学校最早可以追溯到1885年[1]。短期大学为于1950年开办[1]、由学校法人北海学园经营。招生到1967年、停办于1969年[2]。

### 历史
- 1950年 北海短期大学成立并同时设置经济科分离为两个专攻、以下列举。
  - 第一部[注 2]
  - 第二部[注 3]
- 1962年 土木科成立。分离为两个专攻、以下列举。
  - 第一部
  - 第二部
- 1965年 改校名为北海学园大学短期大学部
- 1967年 最后一年招生、次年停止招生（正式停办于1969年3月31日[2]）。

## 学校环境
- 校区：在了北海道札幌市[注 1]

## 历任校长
- 上原辙三郎：第一代短期大学校长
- 高仓新一郎：最后短期大学校长[3]。

## 著名人和有关人员
- 阿部利雄-经济科教授
- 小川让二-土木科教授
- 野口祥昌-经济科副教授

## 组织

### 学科
- 土木科
  - 第一部
  - 第二部

### 前学科
| - 经济科 - 第一部 - 第二部 |

### 专科
| - 无 |

### 业余课程
| - 无 |

## 知名校友
- 荒卷义雄-小说家
- 吉川宏-国际政治学者

## 相关链接
- 日本短期大学列表
- 北海学园北见短期大学